# Goudkantoor
Het Goudkantoor is een markant gebouw op de Grote Markt van Groningen. 

## Geschiedenis
Op de plek van het Goudkantoor stond begin 17e eeuw een pastorie. Deze 'predicant behuysinghe' werd door de stad gekocht voor 6500 gulden om er een belastingkantoor te vestigen in afwachting van nieuwbouw. In 1635 werd vervolgens het Goudkantoor gebouwd voor de som van 9000 gulden. Het pand wordt door Cornelis Peters toegeschreven aan stadsbouwmeester Johan Isbrants, die in 1629 Garwer Peters had opgevolgd en ook verantwoordelijk was voor de Hoofdwacht (Corps de Garde). De opdrachtgever was de provinciale commies voor gebouwen en waterstaatswerken Ecko Mensenborch.

## Bouwstijl
Het pand is opgetrokken in een Groningse variant van de stijl van de Hollandse renaissance (Noordelijk Maniërisme). Kenmerkende elementen vormen de schelpvormige motieven boven de deuren en ramen, die worden toegeschreven aan een beeldhouwer uit Bremen. De motieven op de buitenmuren zijn kenmerkend voor het Hanzegebied. In 1844 werd de pompeuze Toscaanse loggia voor de ingang om onbekende reden gesloopt. Het beeldhouwwerk erbovenop werd daarbij verwerkt in het ingangspoortje. Tijdens deze verbouwing werden ook de luiken van de onderverdieping van het pand gehaald en de gebrandschilderde ramen verwijderd. De ramen werden ontdaan van de oorspronkelijke stenen kozijnen, die werden vervangen door neogotische houten roeden.

## Functies
Oorspronkelijk deed het gebouw dienst als kantoor voor de ontvanger van de belastingen in de provincie Groningen. Het heette toen het Collectehuis. De spreuk op het pand, Date Caesari quae sunt Caesaris ("Geef de keizer wat des keizers is") verwijst naar de oorspronkelijke functie. In 1795 sloot het Collectehuis. In 1814 werd er een waarborgbureau voor gouden voorwerpen gevestigd dat officieel 'Goud- en Zilversmitkeurhuis' of 'Waarborgkantoor' werd genoemd, maar omdat men deze namen te lang vond ontstond in de volksmond al snel de naam 'Goudkantoor'. In het goudkantoor kon een waarmerk worden aangebracht waarmee werd aangetoond dat het betreffende voorwerp echt was. 
In 1887 sloot het Waarborgkantoor, werd het gebouw gerestaureerd en nam de gemeentelijke ontvanger der belastingen weer zijn intrek in het pand. Op de bovenverdieping was toen het bureau van de inspecteur van de geneeskundige dienst gevestigd. Wellicht is in dat jaar ook het wapen van de provincie vervangen door het wapen van de stad, een merkteken dat doet denken aan de eeuwenlange rivaliteit tussen stad en provincie.

## 20e eeuw
In 1913 vertrok de gemeentelijke ontvanger naar een nieuw pand aan de Boteringestraat en kwam het Goudkantoor geruime tijd leeg te staan. Tussen 1928 en 1931 werd het gebouw gerestaureerd onder leiding van Siebe Jan Bouma, die onder andere de kruisvensters terug liet plaatsen. Vervolgens werd het Noordelijk Scheepvaartmuseum gevestigd op de benedenverdieping en het Natuurhistorisch Museum op de bovenverdieping. In de aanloop naar de bevrijding van de stad, in april 1945, had het museumbestuur de gehele collectie overgebracht naar een pand aan de noordzijde van de Grote Markt. Het bestuur was bang dat het Goudkantoor bij de bevrijding van Groningen beschadigd zou raken. Na de bevrijding bleek echter dat het Goudkantoor als een van de weinige panden ongeschonden was gebleven. De panden aan de noordzijde van de Grote Markt daarentegen waren grotendeels verwoest. Vervolgens ontstond discussie over de vraag of het Goudkantoor gesloopt moest worden of verplaatst, maar uiteindelijk werd besloten tot handhaving van het pand. Het werd daarop gebruikt als informatiecentrum (het Stadjershuis). 
Bij de bouw van het Nieuwe Stadhuis werd het Goudkantoor geïntegreerd om dienst te gaan doen als VVV-kantoor. Tussen 1962 en 1964 werd het Goudkantoor daartoe gerestaureerd onder leiding van Jo Vegter, die ook verantwoordelijk was voor het Nieuwe Stadhuis. Hij liet in 1964 een deel van de topgevel van het eveneens bij de bevrijding verwoeste Huis Panser (de 'Heerensociëteit') uit ongeveer 1611 door beeldhouwer Adriaan Bruggeman als derde topgevel toevoegen aan het Goudkantoor. Op deze gevel staat het familiewapen van de familie Panser van de gelijknamige borg bij Zoutkamp. Ook liet Vegter de luiken terugplaatsen bij de ramen. Op basis van resten verf op de stenen werden de muren aan buitenzijde van het Goudkantoor opnieuw in de oorspronkelijke kleuren rood, oker, goud en blauw geschilderd. Het zwaar bekritiseerde Nieuwe Gemeentehuis werd al in 1994 na amper 30 jaar gesloopt. In 1996 werd de nieuwe Waagstraat geopend naar ontwerp van de Italiaanse architect Adolfo Natalini. Natalini heeft geprobeerd om het Goudkantoor visueel in zijn ontwerp te integreren door er een overkapping tegenaan te plaatsen. Het Goudkantoor zelf werd in 1994 geheel gerestaureerd en kreeg vervolgens een functie als horecagelegenheid. 
Aan de zuidzijde van het gebouw is een buste geplaatst van Carl von Rabenhaupt, die in 1672 'Bommen Berend' versloeg.
Het markante gebouw is sinds 2008 ook te bewonderen als miniatuur in Madurodam.
Het gebouw stond in 2000 model voor het 81ste Delfts blauwe huisje van de KLM.

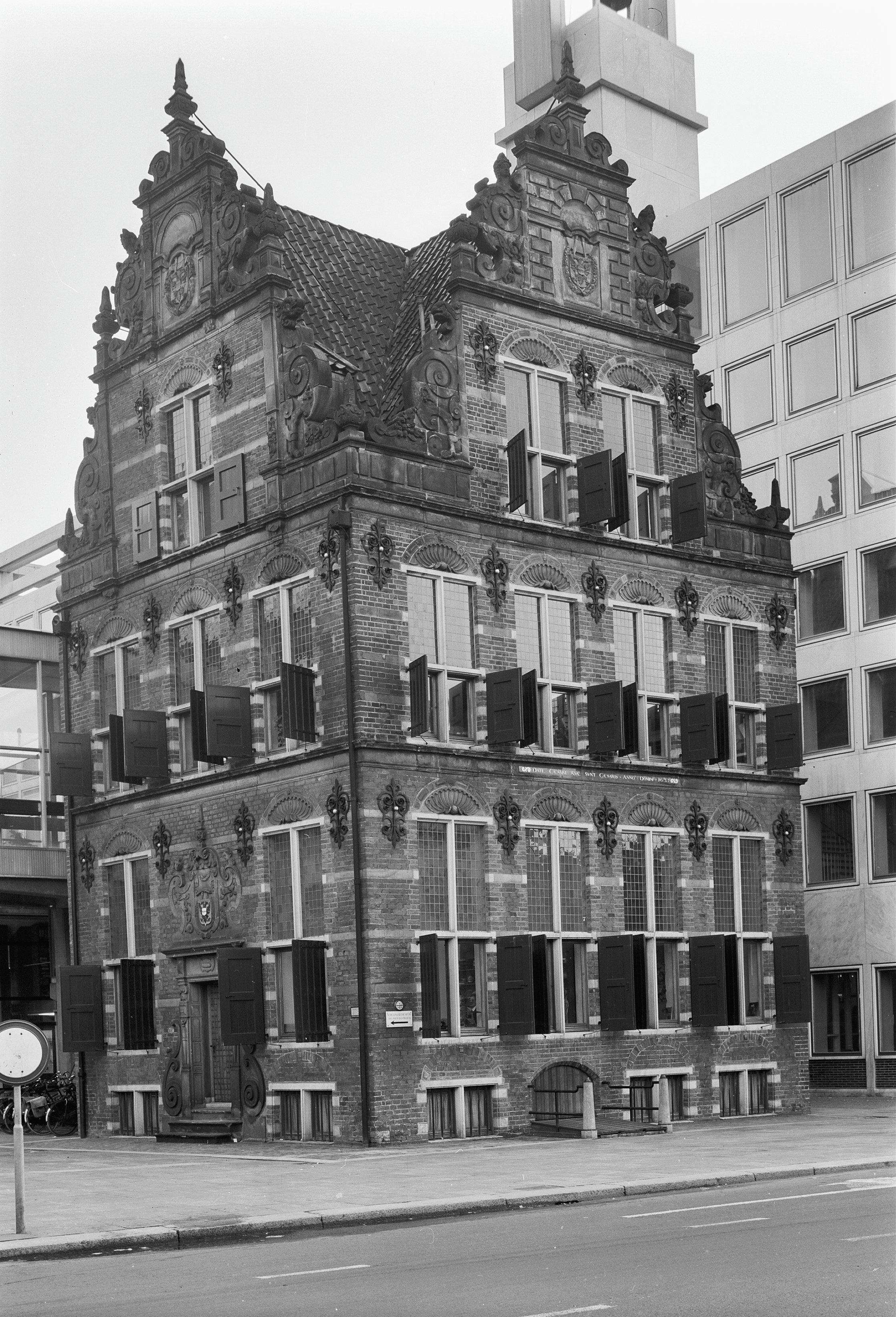
1967: Zijaanzicht met erachter de loopbrug en het Nieuwe Stadhuis.
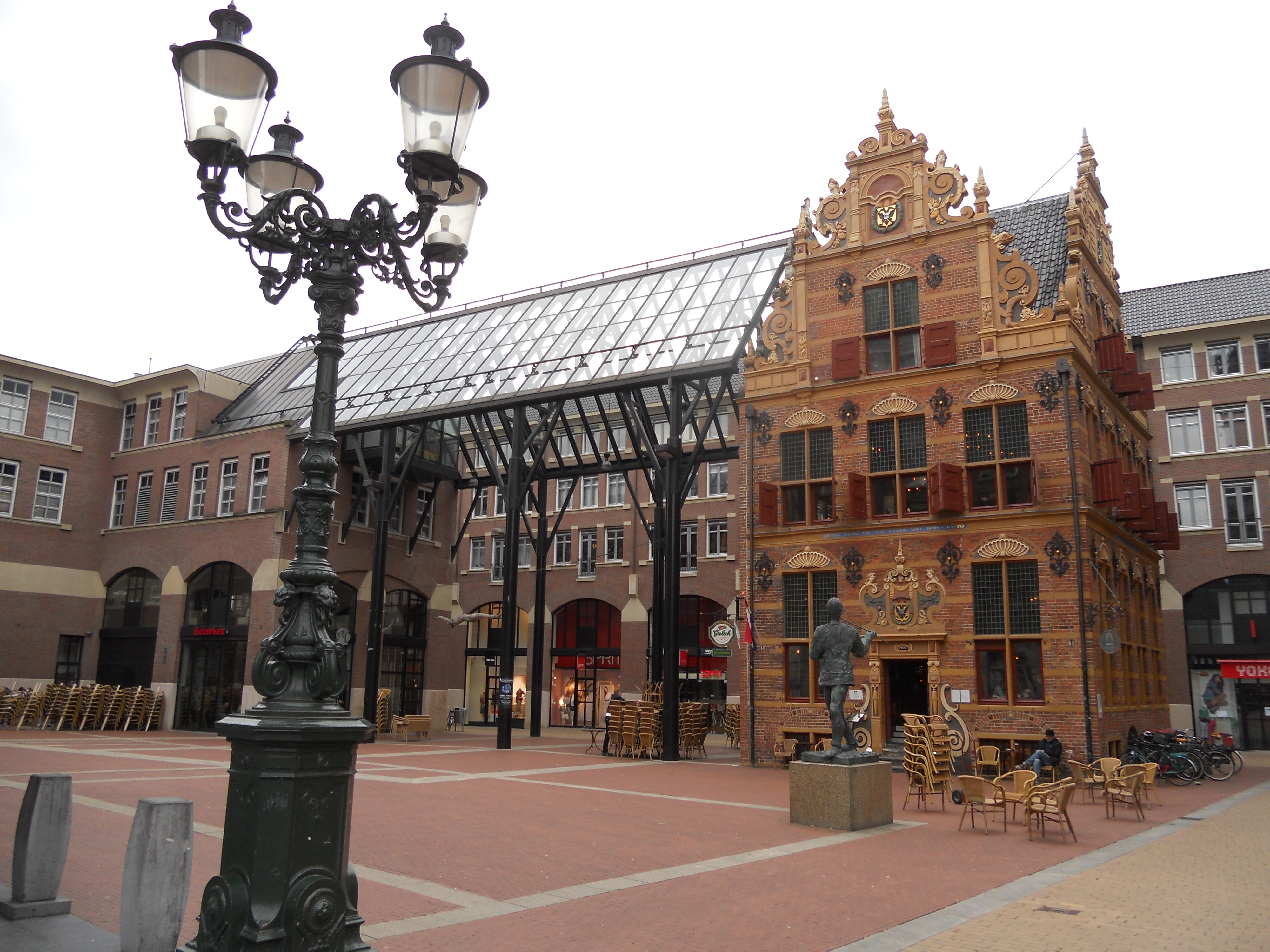
Huidig aanzicht met ernaast de overkapping van het Waagstraatcomplex.
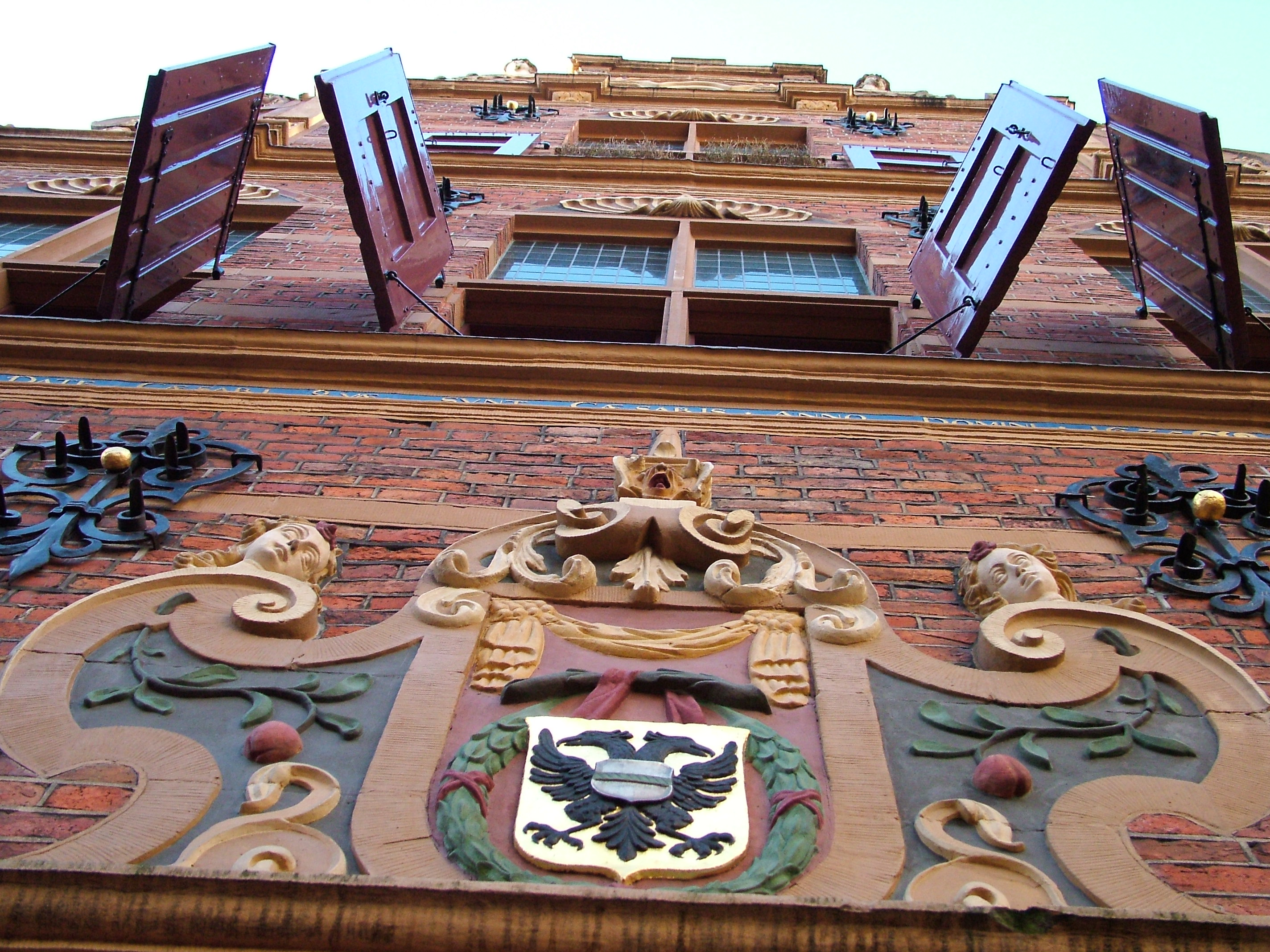
Detailfoto Goudkantoor.
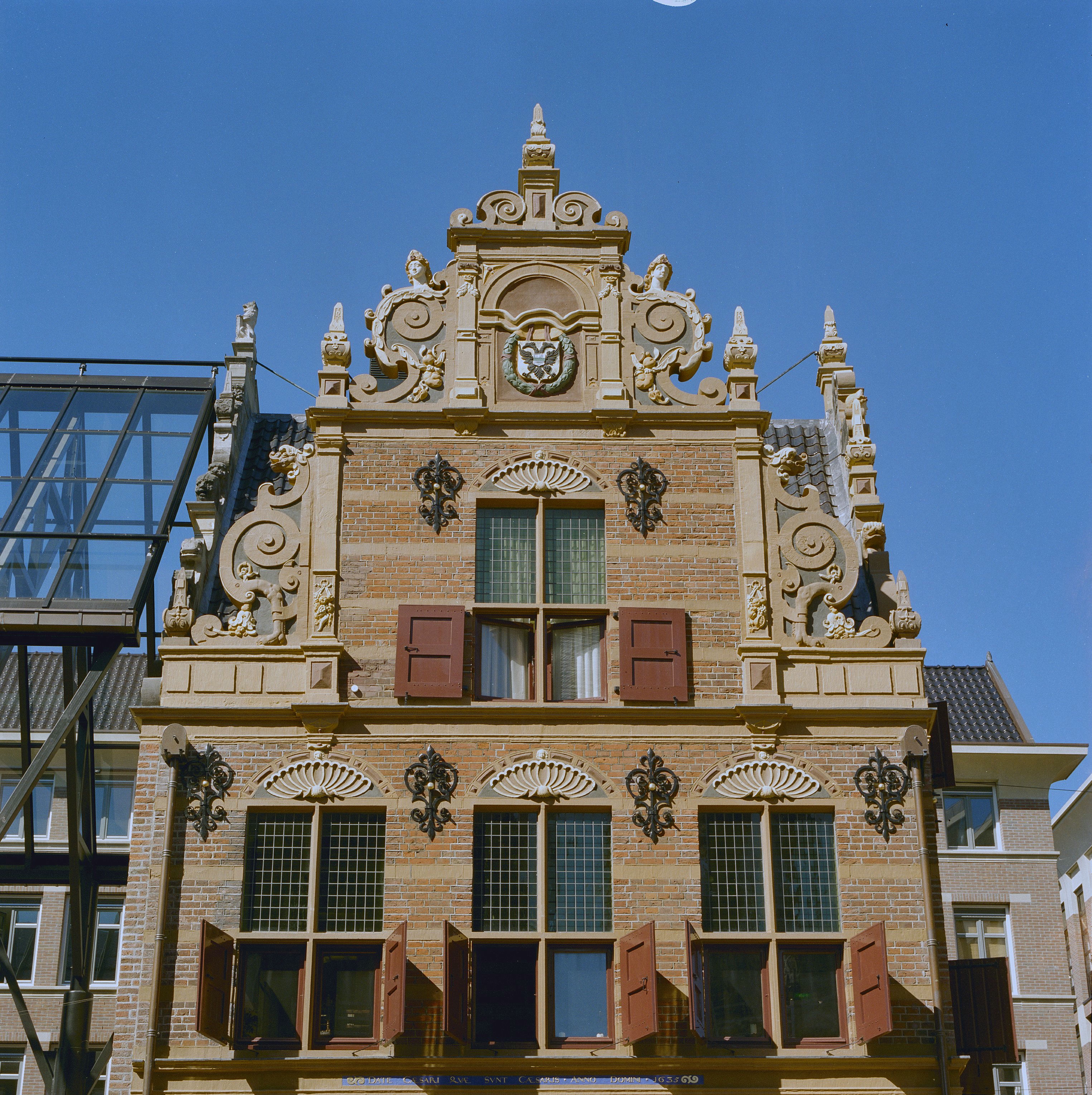
Bovengedeelte voorgevel Goudkantoor.
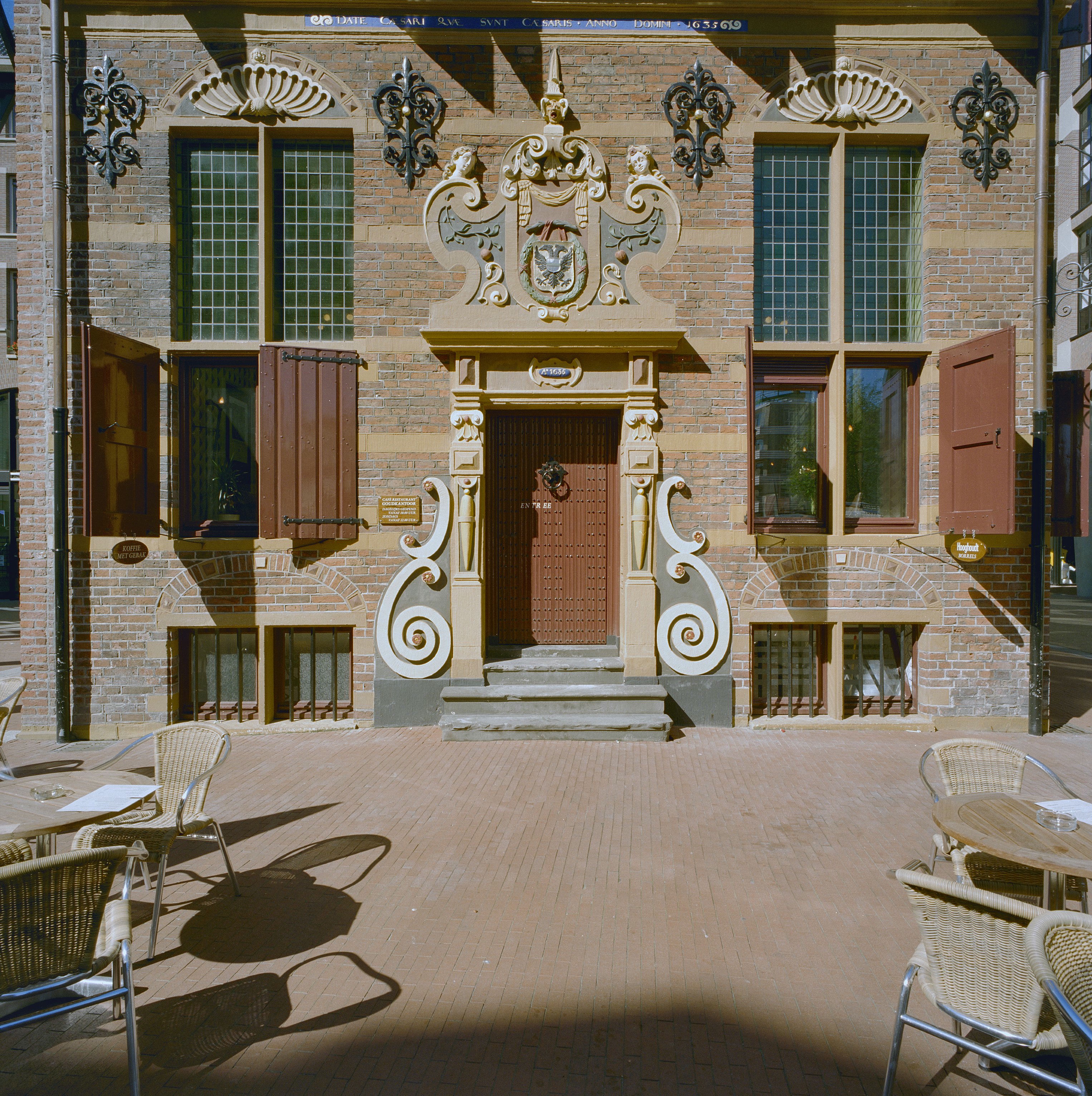
Entree Goudkantoor.
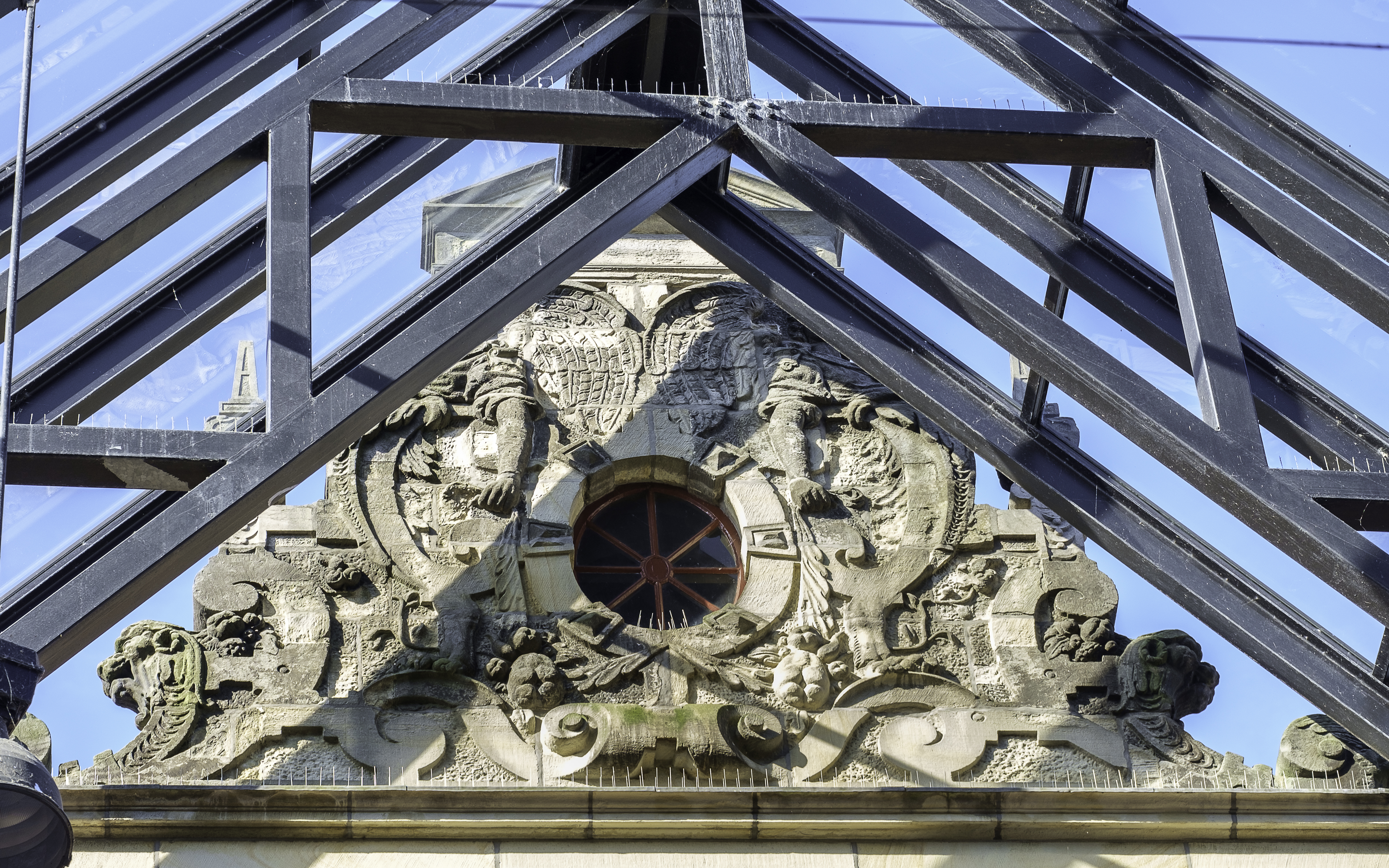
Topgevel Huis Panser
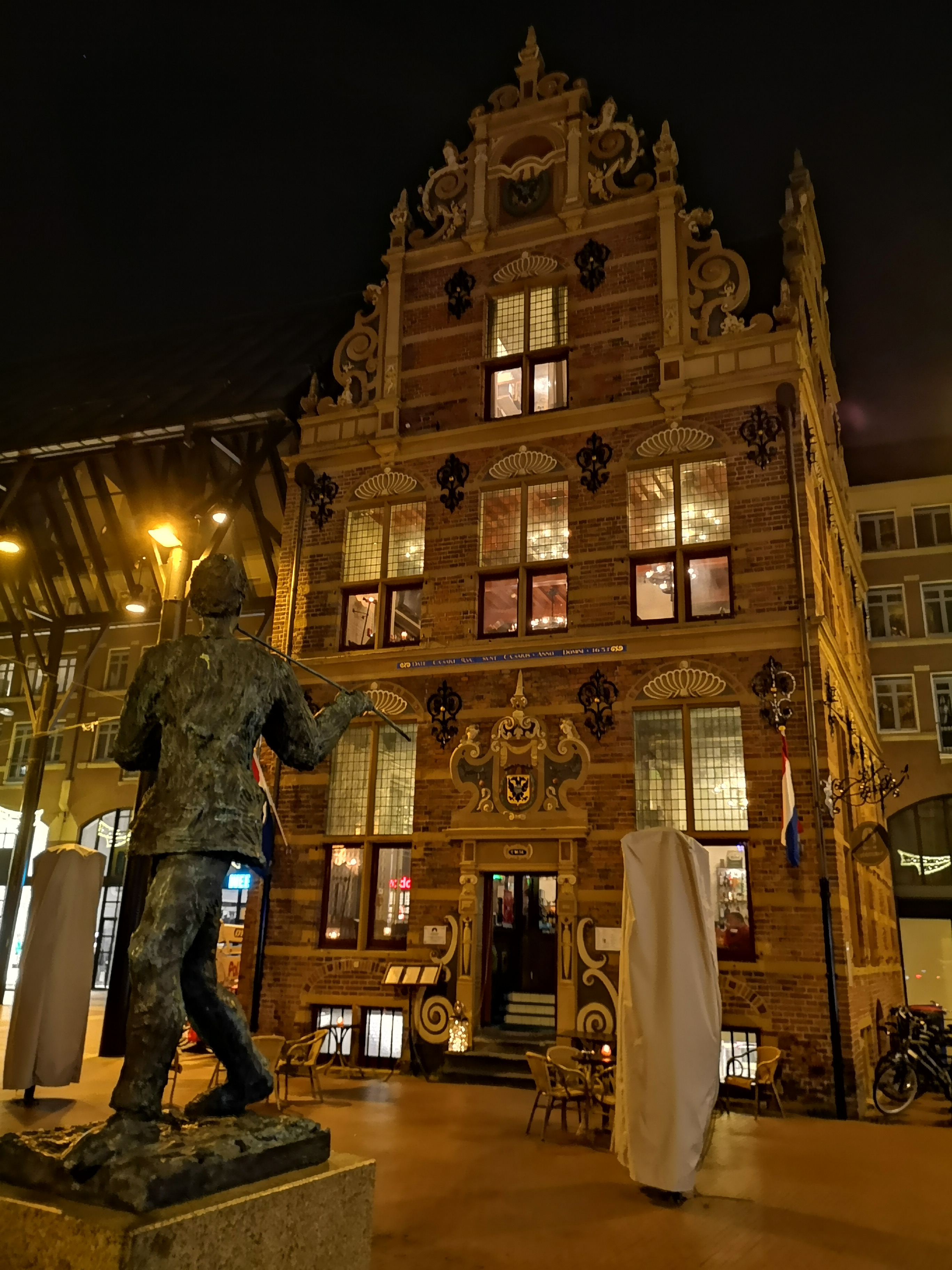
Goudkantoor bij avond
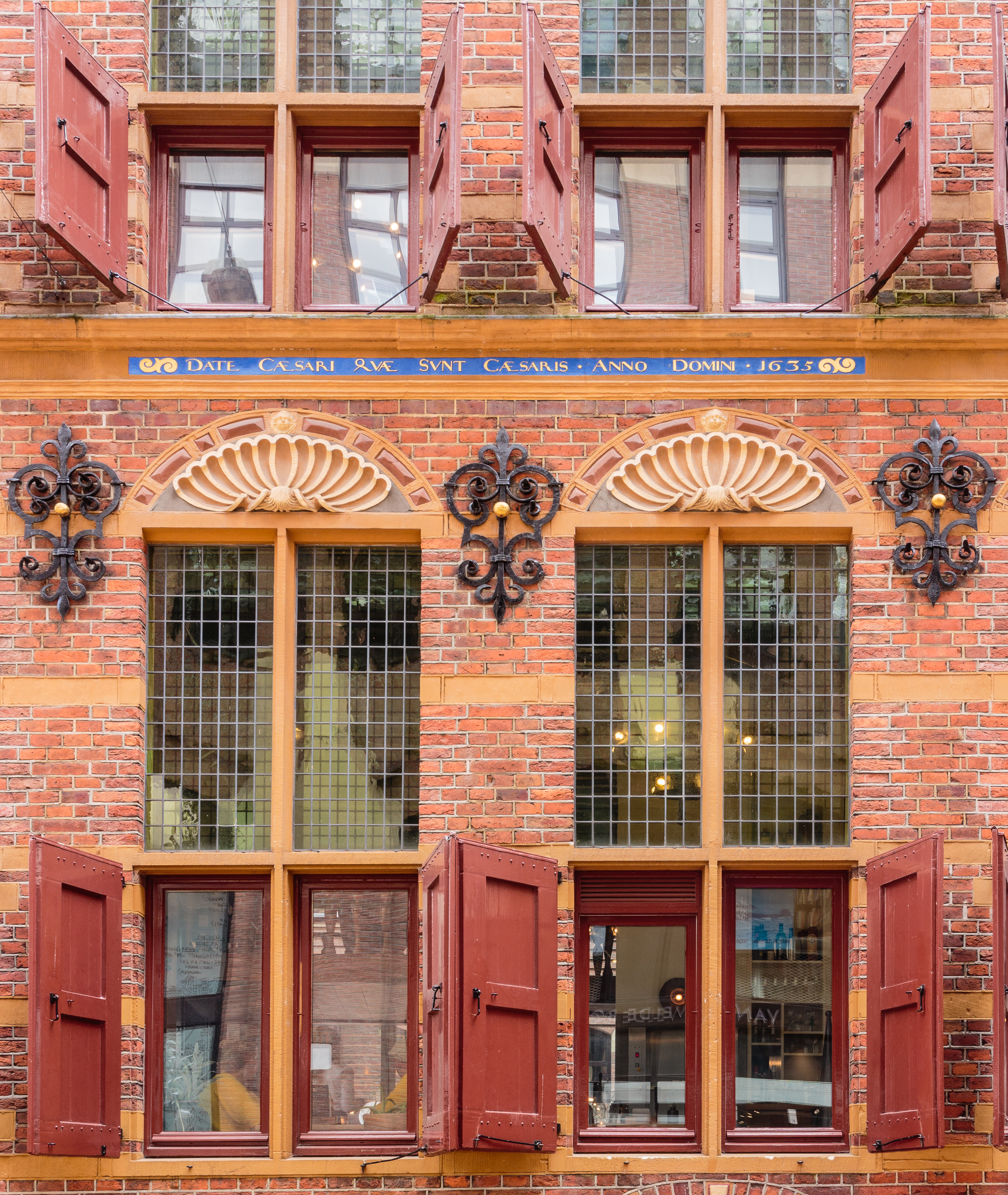
Detail van de gevel.
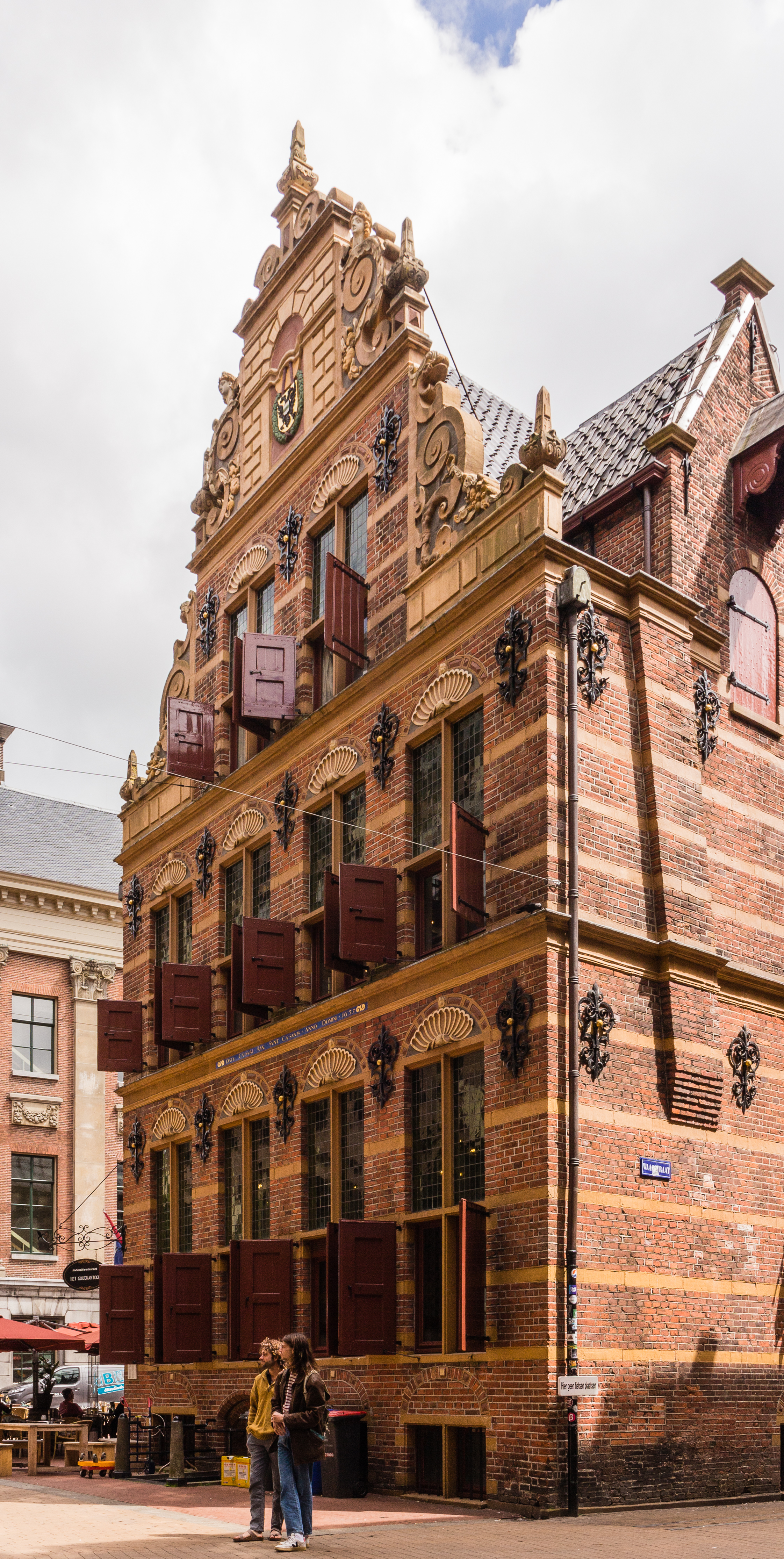
Gevel.